# Marie Louis Henry de Granet-Lacroix de Chabrières
Pour les articles homonymes, voir Chabrières.
Marie Louis Henry de Granet-Lacroix de Chabrières, officier français mort pour la France, fils du baron Pierre Henry Joseph et de Claudine Olympe de Lancelin de Larolière, est né le 1er mars 1807, à Bollène (Vaucluse) et mort le 4 juin 1859 à la bataille de Magenta.

## Carrière militaire
Entré à Saint-Cyr en 1825, il sert ensuite au 19e régiment d’infanterie légère, avec lequel il participe au siège d’Anvers en 1832. Il est fait chevalier de la Légion d’honneur le 9 janvier 1833 et promu capitaine le 26 avril 1837. 
Avec le 19e Léger, il débarque en Afrique en 1841. Le 16 octobre 1842, il est chef de bataillon au 13e régiment d’infanterie légère en Algérie où il est blessé, le 3 mai, par un coup de feu lors du combat du djebel Boukoulouf
Il rejoint la Légion étrangère en 1843 ; il y commande le 2e bataillon, alors stationné à Bône. Sous les ordres du duc d’Aumale, il prend part aux colonnes dans les Aurès, à Sétif et dans les Némentcha, puis dans le secteur de Collo, Bougie et Guelma, à la tête du 1er bataillon principalement contre les Ziban et enlève avec son bataillon le ksar de M’Chounech en mars 1844. Il est fait officier de la Légion d’honneur le 20 août 1845. Il se distingue dans plusieurs affaires et notamment au sein de la colonne du général Randon dans la région de Tébessa en 1846, où le général le cite pour les affaires du 2 au 5 juin. 
Il démissionne de l'armée en janvier 1848. Sept ans plus tard, colonel à titre étranger, il reprend du service à la tête du 2e Régiment de la 2e Légion étrangère formé à Besançon en février 1855. Mais l’organisation de cette deuxième Légion éprouve des difficultés.
Le 29 mai de la même année, il obtient de permuter avec le colonel de Caprez, commandant le 2e Régiment étranger de la 1re Légion étrangère, il rejoint son nouveau corps sous les murs de Sébastopol quelques semaines avant l’assaut qui met fin au siège de Sébastopol le 8 septembre. Mais le 2e régiment n’y est pas engagé. À sa tête, il entre dans la ville conquise, puis prend part aux dernières opérations de la guerre d’Orient
Le 16 avril 1856, il est admis dans le cadre français avec son grade et conserve le commandement du « nouveau 2e Etranger ». En juin 1856, la Légion rentre en Algérie. Elle débarque à Mers el-Kébir, le 6 juillet, puis gagne Sidi-Bel-Abbès, où ses deux régiments sont fondus le 9 août, pour constituer le 2e régiment étranger.
Après la campagne de Crimée, il regagne l’Algérie et prend part, de mai à juillet 1857, à l’expédition du maréchal Randon qui va réduire la Kabylie. Son action à la tête du 2e Régiment étranger fait la décision dans la bataille d'Icheriden qui, le 24 juin, décide du succès de l’opération. Le 17 août, il prend le commandement de la subdivision de Sidi-Bel-Abbès et exerce ainsi d’importantes fonctions administratives et politiques, conjointement à celles qui lui incombent comme chef de corps. 
En mars 1859, le 2e Étranger est désigné pour l’expédition d’Italie. Il s’embarque le 19 avril et après une escale à Marseille, il débarque à Gênes, le 26 avril. Le 4 juin 1859, à la bataille de Magenta, le colonel de Chabrières est aux portes de la ville. À cheval à la tête de ses légionnaires qui chargent les Autrichiens, il trouve la mort à la bataille de Magenta, touché d'une balle en plein poitrine alors qu'il commande la charge de son régiment.
Le quartier du 2e régiment étranger d’infanterie, à Nîmes, porte son nom.
Cet homme est enterré dans le petit cimetière qui jouxte la chapelle St Ferréol (sous les ruines du château de Chabrières qui la surplombe) dans le quartier de Bollène qui porte le même nom. Il y repose ainsi que deux membres de sa famille. Le 2e régiment étranger d'infanterie se charge d'entretenir le petit cimetière et commémore tous les 4 juin son décès. Les inscriptions sur la tombe sont visibles, la plaque ayant été changée par le souvenir français. 

## Décorations
- Chevalier de la Légion d’honneur du 9 janvier 1833,
- Officier de la Légion d’honneur du 20 août 1845,
- Commandeur de la Légion d’honneur du 13 août 1857,
- Médaille de Crimée,
- Mérite militaire de Sardaigne,
- Médaille d’Italie.
- Croix espagnole de 1re classe de San Ferdinand,
- Médaille de 3e classe du Medjidié turque